# 롱아일랜드 대학교
롱아일랜드 대학교(Long Island University)는 미국 뉴욕주 브룩빌에 있는 사립대학교이다.

## 학과 정보
- 신문방송학과
- 국어국문학과
- 연극영화학과
- 영어영문학과